# Compagnie du chemin de fer de Paris à Strasbourg

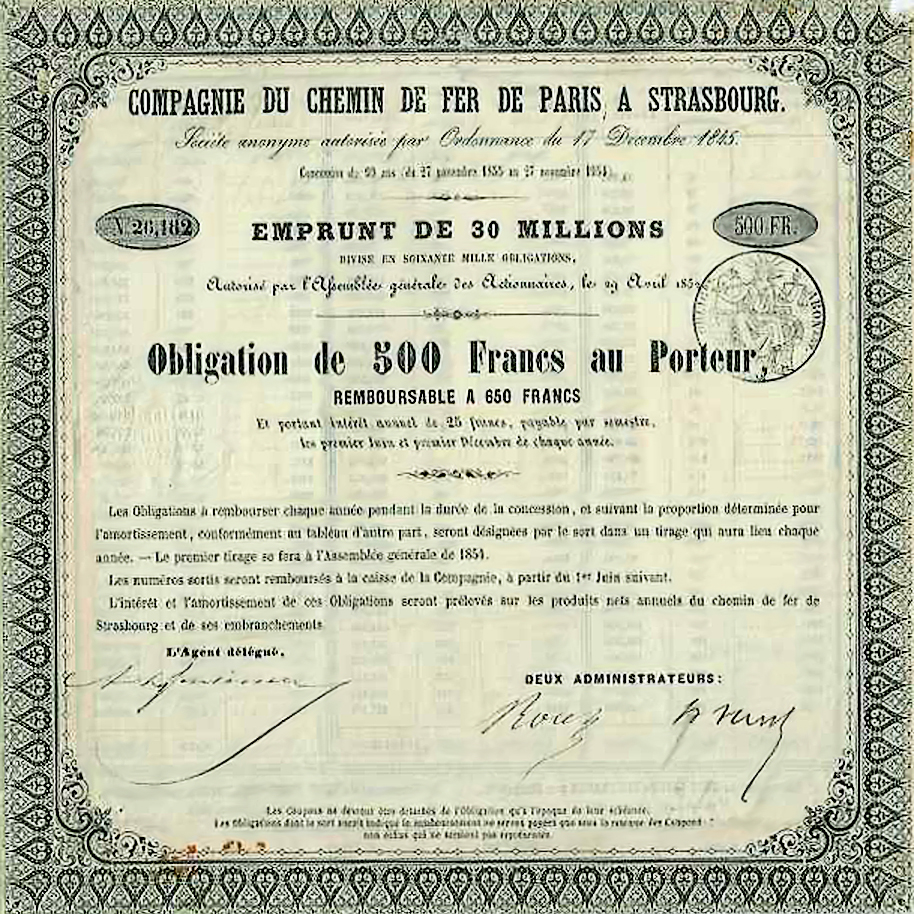
Anleihezertifikat der Gesellschaft im Nennwert von 500 Francs und mit einem jährlichen Festzins von 25 Francs, was 5 % Verzinsung entspricht.

Die Compagnie du Chemin de fer de Paris à Strasbourg war eine der ersten Eisenbahngesellschaften Frankreichs. Sie wurde am 13. Dezember 1845 gegründet und hatte nur gut acht Jahre Bestand, bevor sie am 21. Januar 1854 in die Compagnie des Chemins de fer de l’Est überging.

## Gründung
Zweck der Gesellschaft war der Bau und Betrieb der Bahnstrecke Paris–Straßburg, der direkt begonnen wurde und mit der Eröffnung des ersten Streckenabschnitts 1849 ein erstes Ziel erreicht hatte, bevor sie in ganzer Länge von gut 500 km bereits 1853 fertiggestellt werden konnte. Die Bauplanungen für die knapp 17 km lange Bahnstrecke Paris-Bastille–Marles-en-Brie, die am 22. September 1859 mit ihrem ersten Abschnitt bis La Varenne in Betrieb ging, wurde bereits von der Nachfolgegesellschaft ausgeführt.
Der Eisenbahnbau wurde gegen Mitte des 19. Jahrhunderts vom Staat favorisiert, da das Land gegenüber seinen Nachbarländern zurücklag. Der Handel beschwerte sich über diesen Zustand. François Antoine Teste, General und Minister des Kabinetts der Ersten Kaiserreichs forcierte den Bau, der mit zunächst 2400 km und 150.000 Franc Staatskosten pro Kilometer veranschlagt wurde. Die Konzessionäre sollten noch einmal 125.000 Franc pro km erbringen. Die sieben projektierten Ziele waren im Juni 1841 von Paris aus die Grenze zu Belgien, der Rhein, das Mittelmeer entlang der Rhône, der Atlantik entlang Garonne und Loire sowie der Kanal entlang der Seine. Grundlage für diesen Bau war Gesetz für die Strukturierung des Eisenbahnbaus, das Loi Legrand, das am 6. Juni 1842 erlassen wurde.
Am 2. August 1844 gewährt der Staat einen Kredit in Höhe von 88,7 Mio. Franc für die Umsetzung des zuvor beschlossenen Plans zur Errichtung einer doppelgleisigen Bahnstrecke von Paris nach Hommating in der Nähe von Epernay, nach Chalons-en-Champagne, Bar-le-Duc, Toul und Nancy sowie den Bau von zwei Anschlussstrecken nach Reims und Metz. Damit ist die Gründung der Gesellschaft möglich geworden, deren Präsident Graf Hainguerlot († 26. Oktober 1868) werden sollte, der gleichzeitig als Direktor des Ourcq-Kanals und der Banque Seillière-Demachy vorstand. Die Planung der Trasse übernahm der leitende Ingenieur Émile Vuigner, der auch schon zuvor für die Compagnie Hainguerlot im Kanalbau gearbeitet hatte.
Alle nach 1842 gebauten Verkehrswegen standen unter staatlicher Aufsicht, weil man staatlicherseits erkannt hatte, welchen hohen militärischen Wert diese besitzen konnten. Die Jungfernfahrt auf dem zuerst eröffneten Teilstück Paris–Meaux fand morgens um 08:20 Uhr von Paris aus statt. Mit einem Zwischenhalt in Noisy erreicht der Zug um 10:00 sein Ziel, bevor am 5. Juli der Verkehr für die Öffentlichkeit freigegeben wurde.

## Gesellschaft
Zur Gründung der Gesellschaft wurde ein Kapital von 125 Mio. Franc durch den Verkauf von 250.000 Aktien im Wert von je 500 Franc erzielt. Diese 125 Mio. Franc waren nach Einschätzung der Gesellschaft für den Bau notwendig. Am 17. August 1853 kam die Compagnie du chemin de fer de Montereau à Troyes einschließlich der Bahnstrecke Dizier–Gray der Compagnie du Chemin de fer de Blesmes et Saint-Dizier à Gray zur Gesellschaft hinzu. Um den Verkehr sicherstellen zu können, bestellte man am 10. November 1849 53 Lokomotiven und 300 Personenwagen sowie 700 Güterwagen. In der ersten Woche nach Eröffnung erwirtschaftete die Gesellschaft 76.000 Franc mit 15.100 Fahrgästen, im August ein Jahr später auf der noch immer unvollendeten Strecke 148 000 Franc mit 30.000 Reisenden.

## Bahnlinie
Die Bahnlinie wurde für den Bau in sieben Sektionen unterteilt und jeweils mit einem Verantwortlichen benannt:
- Von Paris nach Meaux: Pierre-Sophie Cabanal de Sermet; 45 km  – Eröffnung: 1. Juli 1849
- Meaux nach Vitry-le-François: Jean Marinet; 97 km – Eröffnung: 21. August 1849; 33 km – Eröffnung 4. September 1850
- Vitry-le-François nach Bar-le-Duc: N.N.
- Bar-le-Duc nach Pagny-sur-Meuse: Charles Collignon
- Pagny-sur-Meuse nach Frouard: Charles Collignon
- Frouard nach Lutzelbourg: Charles Collignon
- Lutzelbourg nach Straßburg: Charles Schwilgué

Der Baubeginn erfolgte an mehreren Stellen gleichzeitig, um Verzögerungen, die durch lokale behördliche Genehmigungen entstehen konnten, entgegenzuwirken. Zur Einweihung der zweiten Etappe fand sich der Präsident der Republik, Napoleon Bonaparte, höchstpersönlich ein. Morgens um 09:00 Uhr startete der Zug in Paris und erreichte nach vielen Unterwegshalten um zwei Uhr Mittags Épernay, wo Napoleon auf einen Schimmel stieg und in die Stadt ritt. Die Rückfahrt auf der 142 km langen Strecke dauerte drei Stunden.